# Luci Lucili
Luci Lucili (en llatí Lucius Lucilus) va ser un militar romà del segle i aC. Formava part de la gens Lucília, una gens romana d'origen plebeu molt poc coneguda.
Probablement va dirigir la flota de Dolabel·la a Cilícia l'any 43 aC segons esmenta Ciceró, i apareix operant a Cilícia el 38 aC juntament amb Appi Claudi Pulcre. Appià menciona un legat de Dolabel·la de nom Luci Fígul que probablement és un error per Lucili.